# Tumlin-Zacisze
Tumlin-Zacisze – wieś w Polsce, w województwie świętokrzyskim, w powiecie kieleckim, w gminie Zagnańsk.
Do 2023 miejscowość była przysiółkiem wsi Tumlin-Dąbrówka.
W latach 1975–1998 przysiółek należał administracyjnie do województwa kieleckiego.